# Velzeke

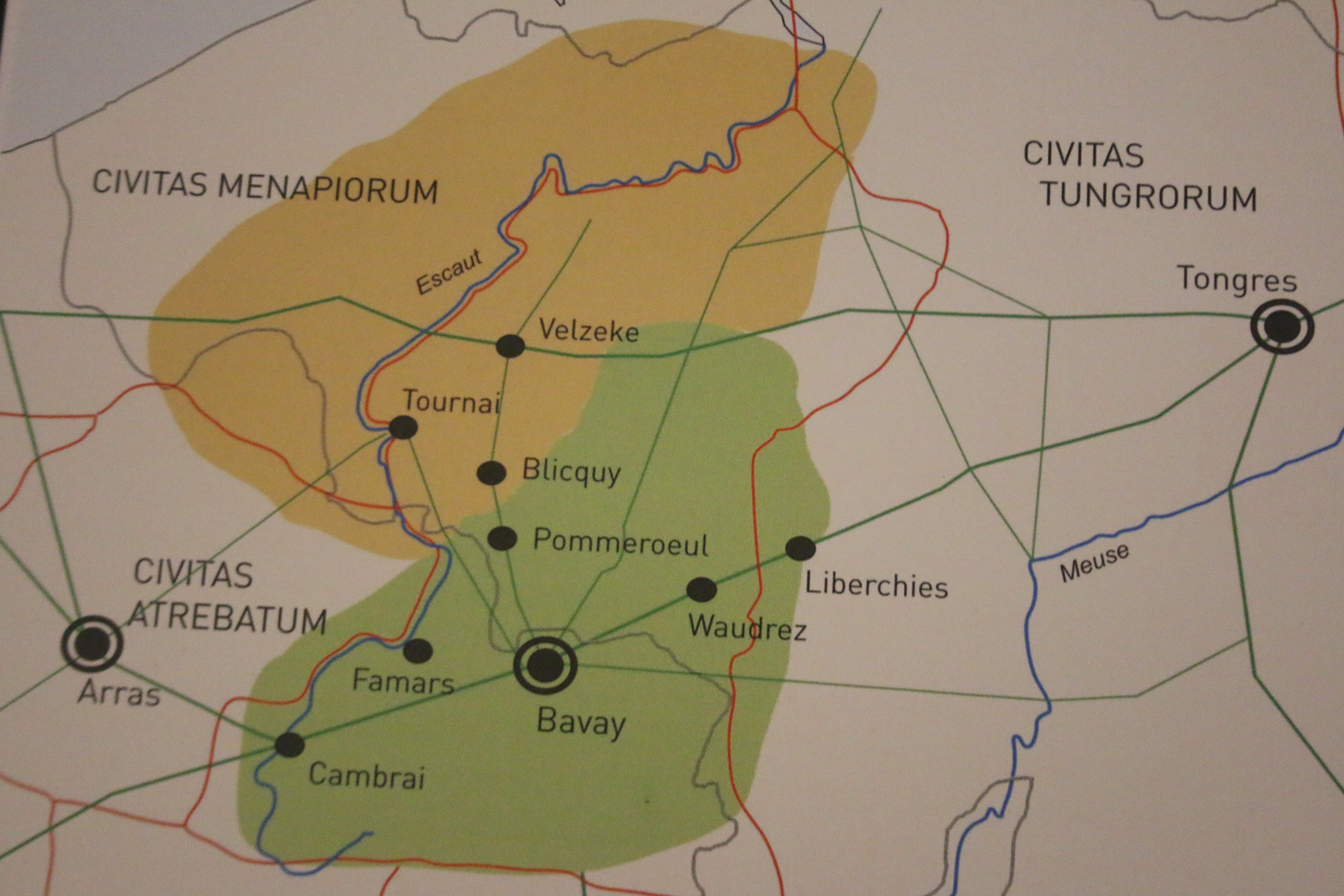
De Romeinse vicus Velzeke op een kruispunt van heirbanen

Velzeke is een dorp in de Belgische provincie Oost-Vlaanderen. Samen met Ruddershove vormt het Velzeke-Ruddershove, een deelgemeente van Zottegem. Velzeke was een zelfstandige gemeente tot 1824. Het dorp ligt in de Vlaamse Ardennen en is een van de 50 mooiste dorpen van Vlaanderen.
De dorpskern ligt in het zuiden van het grondgebied. In het landelijk noordelijke deel liggen een aantal vooral lintvormige gehuchten en verschillende grote hoeven.

## Geschiedenis
Opgravingen wijzen op oude bewoning in de streek. Zo werden sporen van begraafplaatsen uit de Hallstat-periode teruggevonden. Later zou hier een Romeins legerkamp worden gebouwd onder keizer Augustus, dat in de Gallo-Romeinse periode (eerste en tweede eeuw na Christus) uitgroeide tot een vicus op het kruispunt van de Heirbaan Boulogne-Asse-Tongeren en de heirbaan Velzeke-Bavay. Er werden verschillende sporen uit die (Gallo-)Romeinse tijd teruggevonden. In 2025 werden bij archeologisch onderzoek verdere Romeinse sporen gevonden. Ook uit de Merovingische periode werd in Velzeke een begraafplaats aangetroffen.
In de middeleeuwen was de plaats afhankelijk van het Land van Zottegem onder de heren van Zottegem. Een oude vermelding van de plaats gaat terug tot 1015 als Felsecum (waarschijnlijk verwijzend naar de Gallo-Romeinse landbouwexploitatie van Falicius, eigenaar van de Romeinse villa Steenbeke). Het patronaatsrecht van de Sint-Martinuskerk was in 963 geschonken aan de abdij van Saint-Vanne bij Verdun en in 1065 aan de abdij van Hasnon. In 1249 werd voor het Velzeekse gehucht Bochoute (aan de grens met Dikkele, Dikkelvenne en Scheldewindeke) de Schepenbrief van Bochoute geschreven, een van de oudste officiële documenten die geheel in het Nederlands zijn geschreven. In 1344 richten de Grauwe Zusters-Penitenten hier een godshuis, later een hospitaal, op (het huidige Grauwzustersklooster). In de 16de eeuw werd het door de geuzen verwoest maar in 1585 opnieuw opgericht door Filips van Egmont en er kwam ook een onderwijsafdeling. 
Francisca van Luxemburg en haar entourage toonden al interesse voor de archeologische bodemrijkdom.  De geschiedkundige Marcus van Vaernewijck bezocht al in 1563 de Gallo-Romeinse overblijfselen in Velzeke.
De Ferrariskaart uit de jaren 1770 toont hier het dorp Velsique, net ten zuiden van de grote weg van Oudenaarde naar Aalst (huidige N46). Ook de Driesmolen op de Molenbeek is weergegeven. Ten noorden van de dorpskern zijn ook de gehuchten Leeghwormen, Hooghwormen, Puttestraete, Steenbeke aangeduid.
Op het einde van het ancien régime werden de gemeenten gecreëerd en Velzeke werd een zelfstandig gemeente. In 1824 werd gemeente als samengevoegd met de kleine buurgemeente Ruddershove tot Velzeke-Ruddershove, die in 1971 bij Zottegem werd gevoegd.
Velzeke was een van de zes Vlaamse gemeenten die in 2015 geselecteerd was in een grootschalig genetisch genealogisch onderzoek aan de KU Leuven onder leiding van Maarten Larmuseau. Hierin werd de Y-chromosomale variatie onderzocht van mannen die via diepe vaderlijke stambomen een link met het dorp hadden.
In 2023 werd in Velzeke een 13de-eeuwse Deense munt van Erik IV gevonden.

## Bezienswaardigheden
- De Sint-Martinuskerk, waarvan de bouwgeschiedenis teruggaat tot de 11de eeuw. De kerk is een etappe van de Francia Media Heritage Route.
- Het Grauwzustersklooster.
- Het standbeeld van Julius Caesar dat sinds 1998 op het Romeins Plein staat.[15] Om de 25 jaar worden Caesarfeesten gehouden.[16][17][18]
- Het Schaliënhof, dat deels teruggaat tot de 17de eeuw.
- De omgeving van het Grauwzustersklooster en het Schaliënhof, wat met een groot stuk van de dorpskern overeenkomt, is als dorpsgezicht beschermd.[19]
- De beschermde watermolen Driesmolen, waarvan ook de omgeving beschermd werd als dorpsgezicht. In het begin van de 18de eeuw stond in de buurt van de Driesmolen ook de ouderlijke hut van de beruchte bendeleider Jan de Lichte.
- Het Hof de Moriaan
- Het Hof ter Linden, een voormalig pachthof van de abdij van Hasnon. De bouwgeschiedenis klimt mogelijk op tot de 17de eeuw.
- Het beschermde 19de-eeuwse herenhuis aan de Provinciebaan 245.
- De Munkboshoeven, vroeger in het bezit van de abdij van Ninove. De hoeven (waaronder de Ferme de la sucrerie, een voormalige hoeve, later suikerfabriek in de 19de eeuw) en de omgeving zijn beschermd.
- De beschermde hoeve Hof van Oranje.
- Het Verkeerd Hof en de Steenbekehoeve.
- Het Provinciaal Archeocentrum Velzeke (AVE).
- De Paddestraat en Lippenhovestraat, als monument beschermde kasseiwegen, die gekend zijn van de Vlaamse wielerklassiekers. Op de Paddestraat staat het monument voor de Ronde van Vlaanderen. De Paddestraat ligt op de toeristische route van de Romeinse weg Velzeke-Bavay.

## Natuur en landschap
Velzeke ligt aan de Molenbeek welke in het westen uitmondt in de Zwalm. De hoogte bedraagt 20-65,5 meter. Een natuurgebied is de Wachtspaarbekken Bettelhovebeek aan het Jan de Lichtepad op de grens met Strijpen.

## Bekende personen
- Jenne De Potter (1979), voormalig burgemeester Zottegem, politicus.
- Jan De Lichte (1723-1748), bendeleider, actief in Velzeke.

## Afbeeldingen

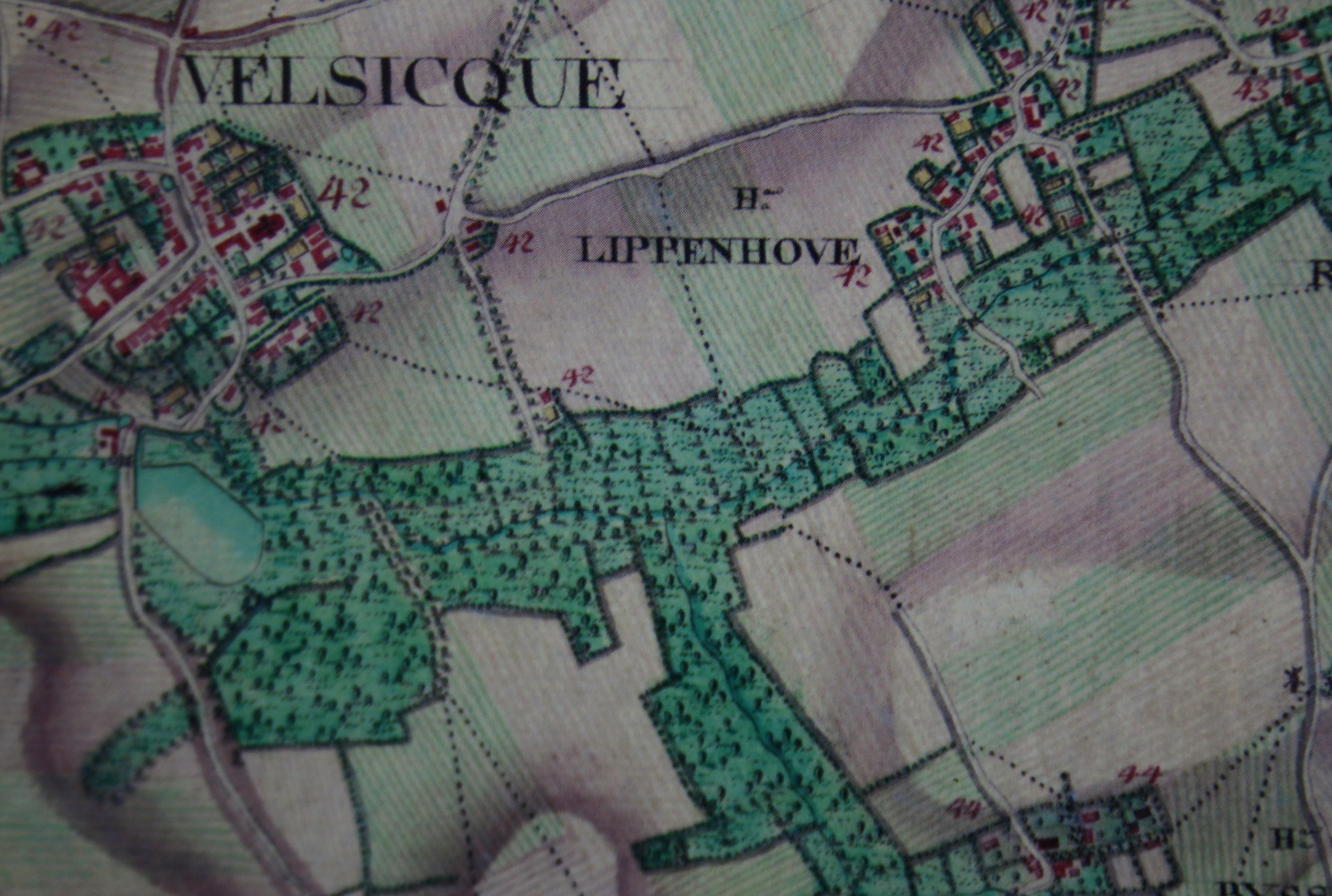
Velzeke op de Ferrariskaart
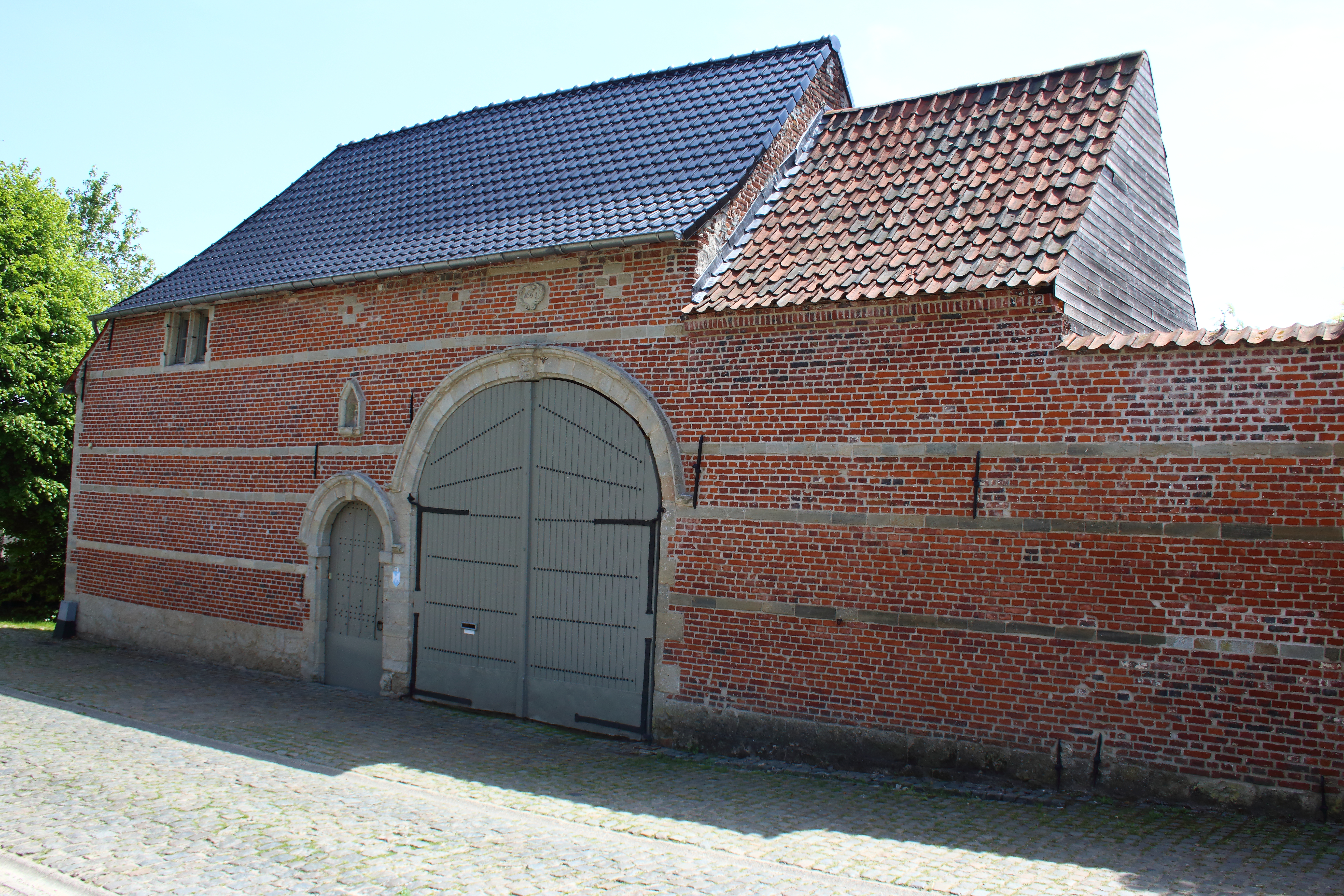
Schaliënhof
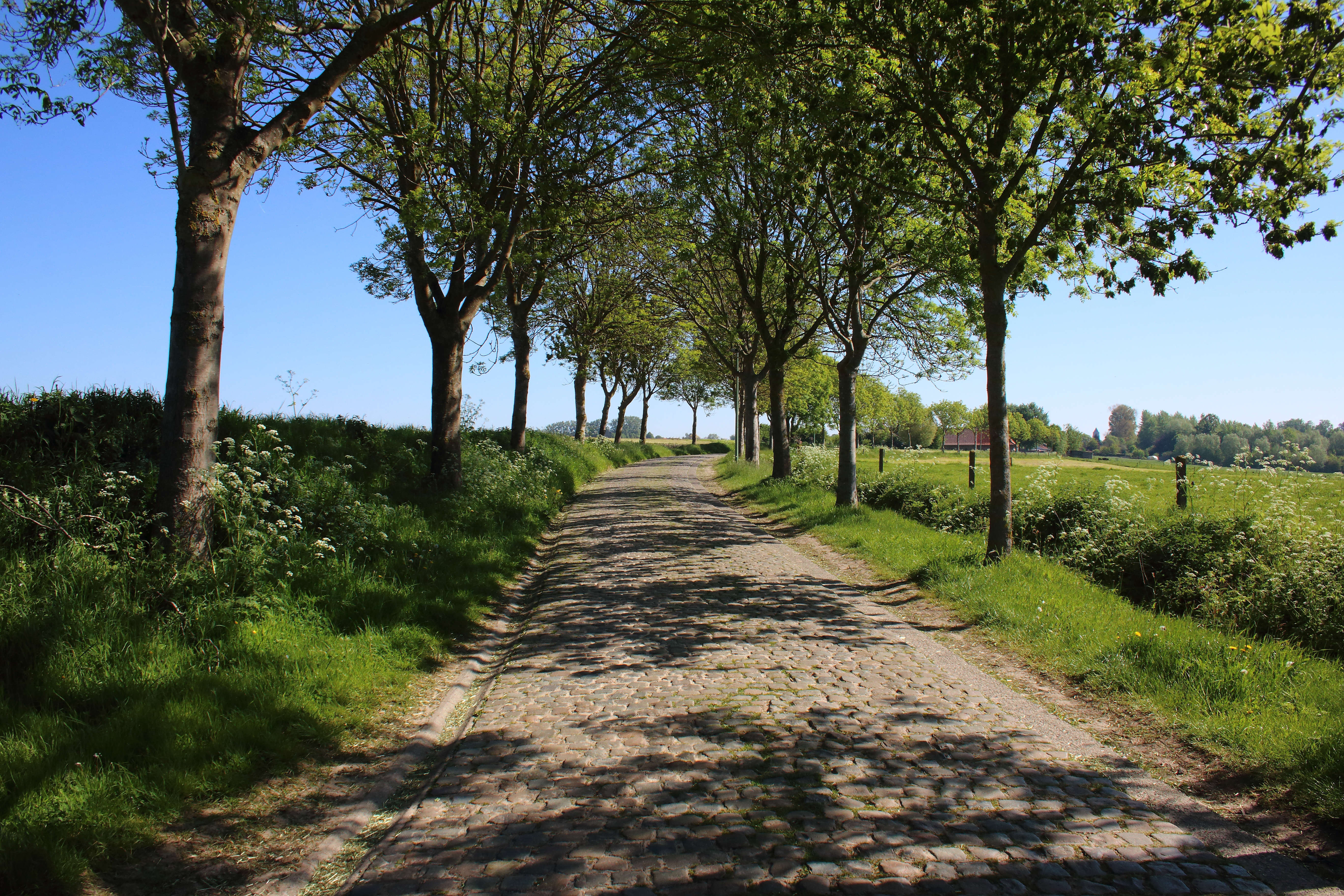
Paddestraat
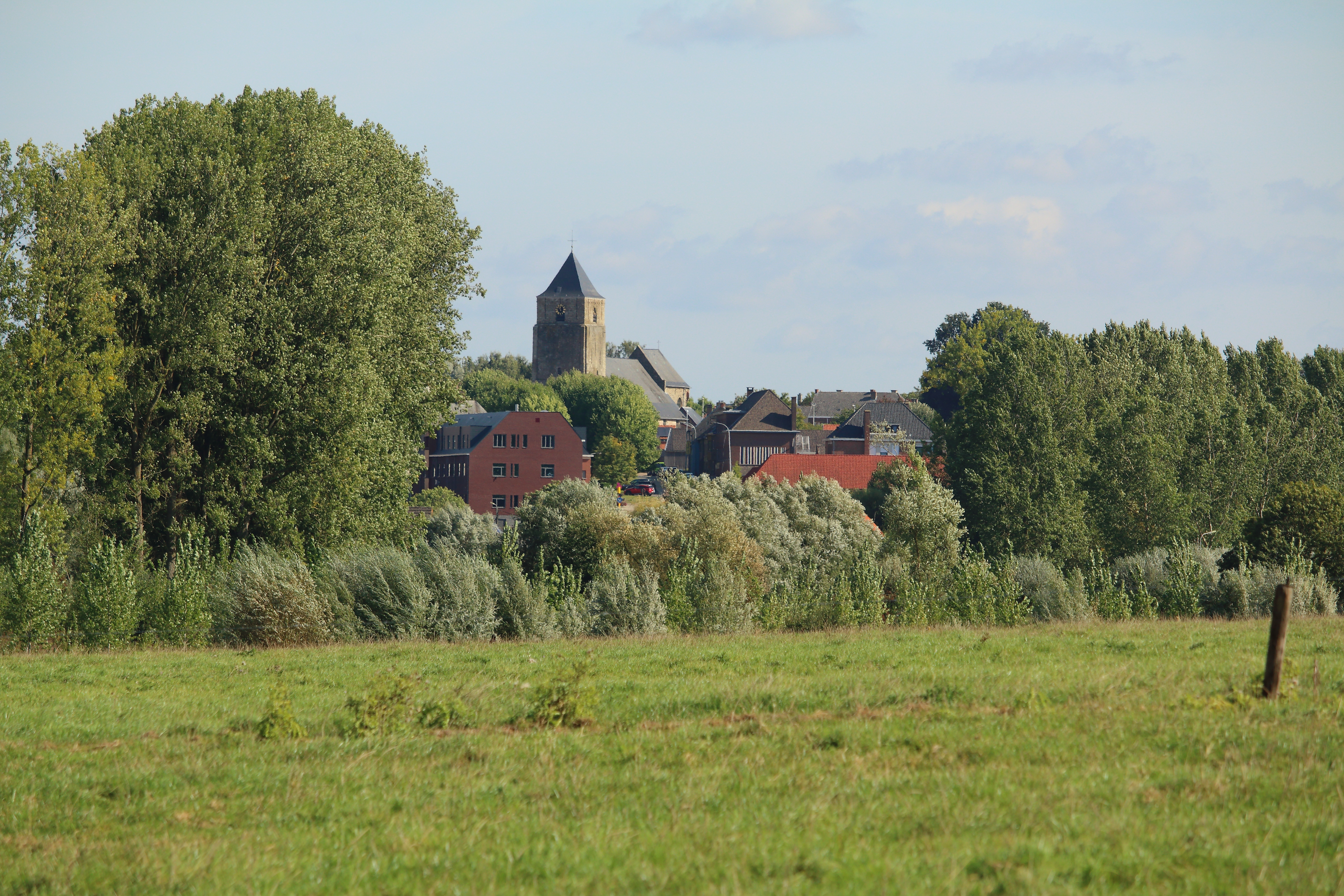
zicht op het dorp
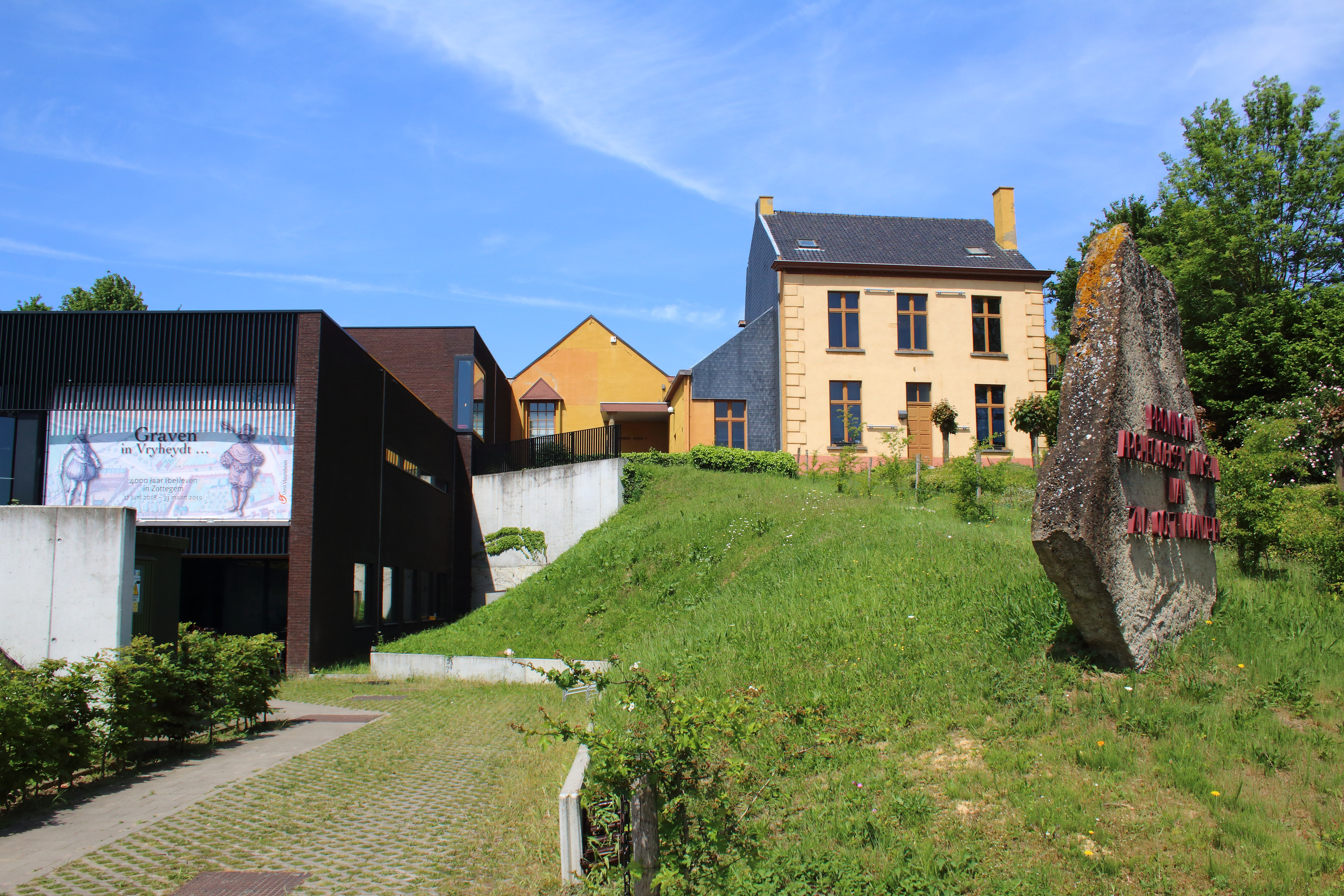
Provinciaal Archeocentrum Velzeke (AVE)
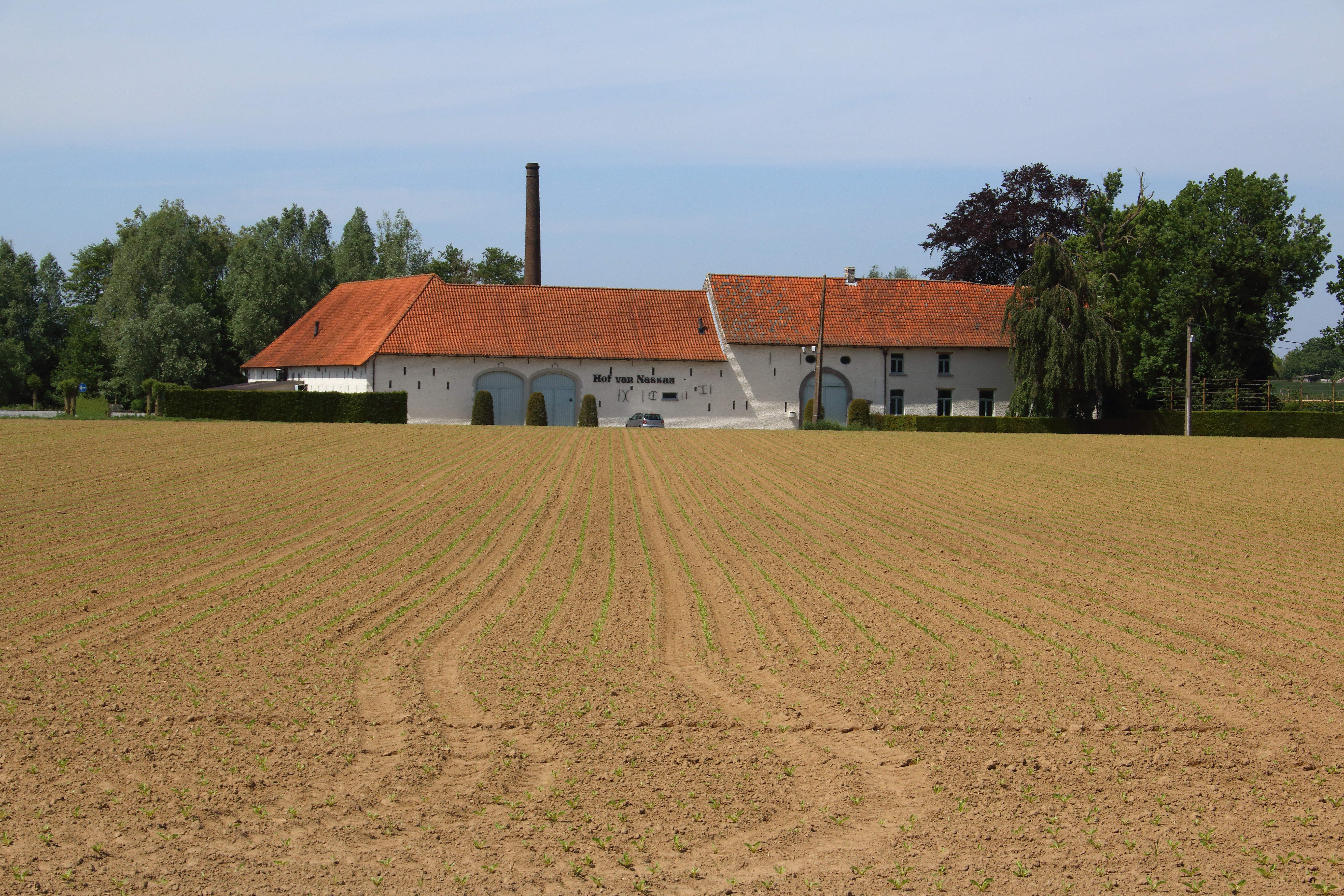
Hof van Oranje
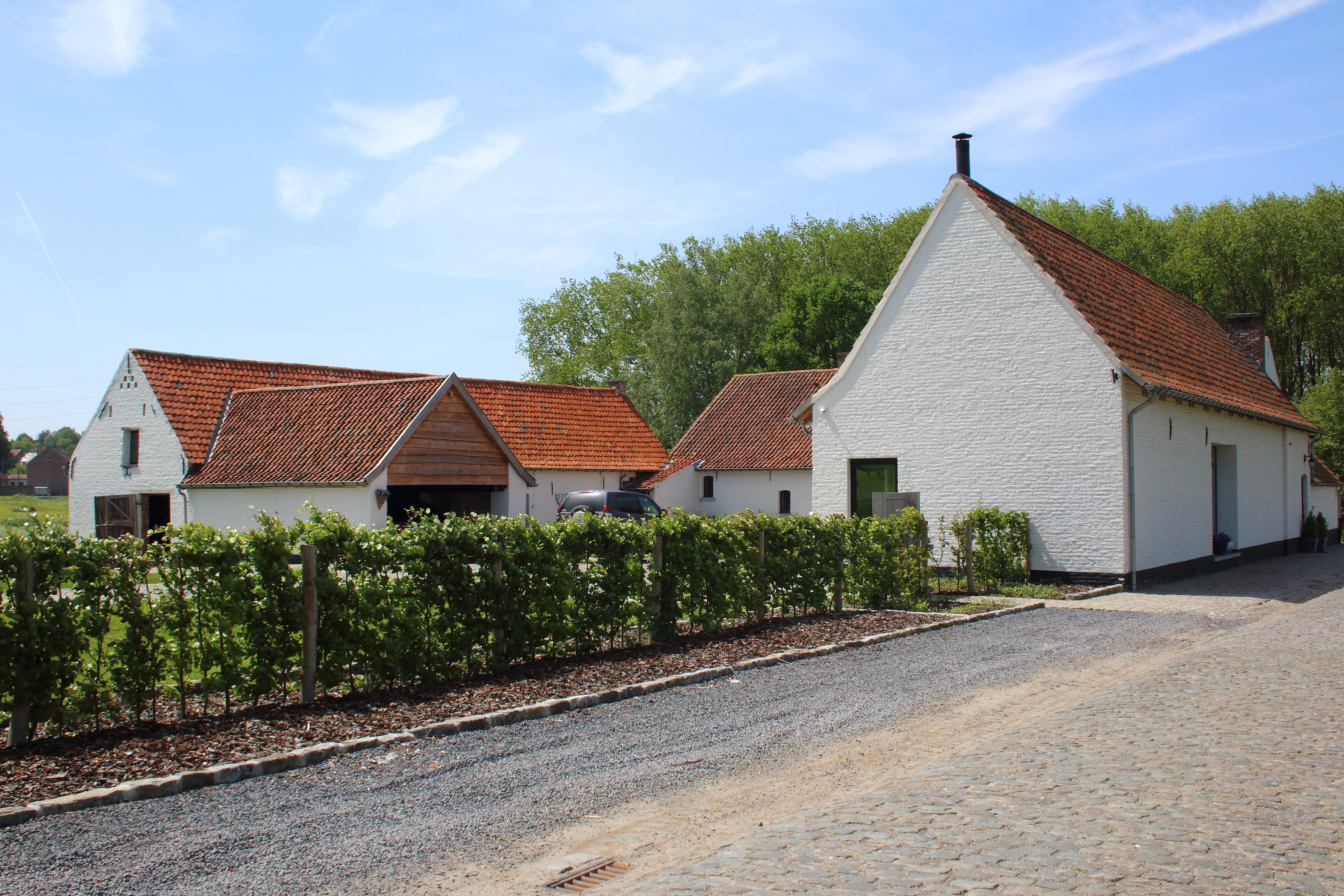
Hof de Moriaan

## Verkeer en vervoer
Ten noorden van de dorpskern loopt van west naar oost de Provinciebaan of N46, de weg van Oudenaarde naar Aalst.

## Nabijgelegen kernen
Munkzwalm, Elene, Zottegem, Strijpen
Deelgemeenten: Elene · Erwetegem · Godveerdegem · Grotenberge · Leeuwergem · Oombergen · Sint-Goriks-Oudenhove · Sint-Maria-Oudenhove · Strijpen · Velzeke-Ruddershove · Zottegem

Plaatsen, gehuchten en wijken: Bevegem · Ruddershove · Velzeke 

Belgische gemeenten · Arrondissement Aalst · Oost-Vlaanderen · Vlaanderen